# La Cabecera, Zumpahuacán
La Cabecera är en ort i Mexiko.   Den ligger i kommunen Zumpahuacán och delstaten Mexiko, i den sydöstra delen av landet, 80 km sydväst om huvudstaden Mexico City. La Cabecera ligger 1 653 meter över havet och antalet invånare är 333.
Terrängen runt La Cabecera är kuperad. Runt La Cabecera är det ganska tätbefolkat, med 120 invånare per kvadratkilometer. Närmaste större samhälle är Ixtapan de la Sal, 9,4 km väster om La Cabecera. I omgivningarna runt La Cabecera växer huvudsakligen savannskog.